# Carr Brook
Der Carr Brook ist ein Wasserlauf in Lancashire, England. Er entsteht als Wrongway Brook im Norden von Kirkham und fließt in östlicher Richtung am Rande des Ortes, bis er bei seinem Zusammentreffen mit dem Spen Brook den Dow Brook bildet.
Am 24. Juni 2018 brach ein großes Wildfeuer im nahegelegenen Saddelworth Moor aus, auf Grund dessen zahlreiche Gebäude in Carrbrook aus Sicherheitsgründen vor dem näher kommen Brand evakuiert werden mussten.  